# 의료용 디지털 영상 및 통신 표준
의료용 디지털 영상 및 통신(Digital Imaging and Communications in Medicine, DICOM) 표준은 의료용 기기에서 디지털 영상표현과 통신에 사용되는 여러 가지 표준을 총칭하는 말로, 미국방사선의학회(ACR)와 미국전기공업회(NEMA)에서 구성한 연합 위원회에서 발표한다.

## 역사
미국방사선의학회와 미국전기공업회는 의료 영상 장비의 표준화를 위해 1983년 ACR-NEMA 디지털 영상전송 표준 위원회를 발족하였다. 1985년 ACR-NEMA 표준 버전 1.0(출판번호 300-1985)이 북미방사선학회(RSNA)에서 처음으로 발표되었으며, 이어 1988년에는 버전 2.0(출판번호 300-1988)이 발표되었다. 이후 객체지향 정보 모델을 사용하는 등 큰 수정이 가해지면서 새로운 명칭을 필요로 하게 되었고, 그 결과 1992년 북미방사선학회 회의에서 DICOM이라는 명칭의 표준이 처음으로 제안되었다. DICOM은 1993년 첫 데모 버전이 발표된 이후 지금까지 꾸준히 수정되고 있다. 2018년도에 PS 3.21 이 생겼고, 2019년도엔 PS 3.22가 생겼다.
2021년 12월 현재 2021e version이 발표되어 있다. 33개의 working group 보관됨 2020-03-25 - 웨이백 머신에서 왕성하게 개정 작업을 하고 있다.

## 구성 (2021년 표준)
- PS 3.1: 소개 및 개요(Introduction and Overview) pdf doc
- PS 3.2: 적합성(Conformance) pdf doc
- PS 3.3: 정보대상의 정의(Information Object Definitions) pdf doc
- PS 3.4: 서비스 클래스의 명세(Service Class Specifications) pdf doc
- PS 3.5: 데이터 구조 및 인코딩(Data Structure and Encoding) pdf doc
- PS 3.6: 데이터 사전(Data Dictionary) pdf doc
- PS 3.7: 메시지 교환(Message Exchange) pdf doc
- PS 3.8: 메시지 교환을 위한 네트워크 통신 지원(Network Communication Support for Message Exchange) pdf doc
- PS 3.9: 삭제
- PS 3.10: 데이터 교환을 위한 매체 저장 및 파일 포맷(Media Storage and File Format for Data Interchange) pdf doc
- PS 3.11: 매체 저장 응용 프로필(Media Storage Application Profiles) pdf doc
- PS 3.12: 데이터 교환을 위한 저장 기능 및 매체 포맷(Storage Functions and Media Formats for Data Interchange) pdf doc
- PS 3.13: 삭제
- PS 3.14: 그레이스케일 표준 디스플레이 함수(Grayscale Standard Display Function) pdf doc
- PS 3.15: 보안 및 시스템 관리 프로필(Security and System Management Profiles) pdf doc
- PS 3.16: 컨텐트 매핑 자원(Content Mapping Resource) pdf doc
- PS 3.17: 서술 정보(Explanatory Information) pdf doc
- PS 3.18: DICOM 영구 대상의 웹 접속(Web Access to DICOM Persistent Objects; WADO) pdf doc
- PS 3.19 : 응용 프로그램 호스팅 pdf doc
- PS 3.20 : HL7 표준을 지키는 임상 문서 아키텍처를 사용한 영상 보고서 pdf doc
- PS 3.21 : DICOM과 다른 표준 사이의 변환 pdf doc
- PS 3.22 : 실시간 통신 pdf doc

## DICOM 개발 방향
DICOM 표준은 1년에 5번 편찬되고 있다. 
DICOM 개정은 다음과 같이 수행되고 있다.
- 주요 변화에 대한 보충(Supplement)
  - 새로운 object type, 새로운 service, 새로운 압축 구조
  - 1년에 약 10개 정도 수행
  - Working Group에 의해 개발됨
  - 새로운 Work 항 제안은 DICOM 표준 위원회의 승인이 필요
- 부분 수정에 대한 Change Protocol
  - 1년에 약 100개 정도 수행
  - 어느누구도 제안할 수 있다
  - 후위 호환성이 필요하다.
- 지속적인 보완 과정
  - WG-06 (기본 표준)은 기술적 일관성을 확인/보장한다. 1년에 5번 회의
  - 모든 표준은 open Public Comment에서 출판된다. 후에 공적 투표가 이루어진다.

2020 6월에 33개의 Working Group 보관됨 2020-03-25 - 웨이백 머신이 있다. 약 50%는 1년에 적어도 한번 개최된다.
- 2018년도의 활동 내역
  - 7개의 Supplement 완료
  - 부분수정은 84군데 수행
  - 주요 - 3D 생산 - STL
  - 주요 - TLS 암호화 Set
- 2019년도의 활동
  - 3개의 Supplement 수행
  - 현재 11개 Supplement 개정중 (그중에 인공지능 부분도 있다.)

## 같이 보기
- 의료영상저장전송시스템 (Picture Archiving and Communication System, PACS)
- 의학촬영